# Sandrine Josso
Sandrine Josso (Guérande, 19 de septembre de 1975) es una política francesa.
Miembro de la Alianza Centrista, luego de La République en Marche (LREM) hasta 2019, es diputada por la séptima circunscripción de Loira Atlántico desde 2017. En la Asamblea, ha sido sucesivamente miembro del grupo LREM, del grupo Libertades y Territorios, de los no registrados y luego del grupo Demócrata.

## Biografía

### Inicios en la política
Concejal municipal de Herbignac, formó parte de la oposición de 2014 a 2015. Fue miembro de la Alianza Centrista de 2015 a 2016. Reemplazó a Catherine Bailhache-Touguet, candidata del MoDem, en las elecciones departamentales de 2015.

### Diputada de la XV legislatura
En 2017 se incorporó a La République en marche. Durante las elecciones legislativas de este año, derrotó en la segunda vuelta al candidato de LR, Franck Louvrier, antiguo director de comunicación de Nicolas Sarkozy.
Es Comisaria de Desarrollo Sostenible y Planificación Regional y Delegada para los Territorios de Ultramar. Comprometida en la planificación regional, fue nombrada miembro de la comisión departamental Loira Atlántico para la asignación de subvenciones de equipamiento para los territorios rurales (DETR). Ella también es presidenta del grupo de estudio «Impacto del cambio climático». Su acción está marcada por su apoyo a la industria salinera. Quiere permitir a los salineros obtener el estatuto de agricultores presentando un proyecto de ley a los diputados Yannick Haury y Stéphane Buchou.
En junio de 2019, Josso abandonó LREM y su grupo parlamentario al no encontrar «más el significado inicial» de su compromiso y de tener el sentimiento de «perder la energía» . Se unió al grupo Libertades y Territorios. Con la intención de unirse al nuevo grupo Ecología Democracia Solidaridad, en la primavera de 2020, renunció pocas horas antes de la rueda de prensa que anunciaba su lanzamiento. Dejó el grupo Libertés et Territories  en septembre 2020 y se unió al grupo Movimiento Democrático (MoDem). Participó en la fundación del partido de «macronistas de izquierda» Los Nuevos Demócratas en diciembre de 2020.
En octubre de 2019, se abstuvo en la primera lectura de la ley de bioética, declarando que se oponía a la PMA para mujeres solteras.
En la Asamblea es relatora de la comisión de investigación sobre los obstáculos a la independencia del poder judicial.
En febrero de 2021 presentó un informe sobre salud ambiental a la ministra de Transición Ecológica, Barbara Pompili.
Tras la presentación de una denuncia por parte de un colaboradora parlamentario en octubre de 2020, la fiscalía de Saint-Nazaire abrió una investigación por «abuso de confianza». Esta colaboradora, a pesar de sus recordatorios, no recibió el reembolso de un préstamo al consumo contratado en octubre de 2018 para ayudar a la diputado.

### Elecciones municipales 2020
En 2020 se presentó a las elecciones municipales de La Baule-Escoublac pero su lista solo obtuvo 4,2 % de votos en la primera vuelta. La votación la ganó la lista encabezada por Franck Louvrier, a quien había derrotado en 2017 en las elecciones legislativas.
En enero de 2021, fue condenada por el tribunal administrativo de Nantes a un año de inhabilitación por no haber presentado a tiempo sus cuentas de campaña en el contexto de estas elecciones municipales. Ella no apeló esta condena.

### Miembro de la XVI legislatura
En mayo de 2022, recibió la nominación de la coalición presidencial Juntos para representarse a sí misma en su circunscripción, bajo el MoDem. Ganó en segunda vuelta al candidato del PCF presentado por el NUPES, con 57,06 % de votos.

## Casos judiciales

### Conflicto con su agregado parlamentario
Josso tuvo un conflicto con su exagregada parlamentaria, que la acusó de no haber devuelto una suma de 10 000 euros que, según ella, le prestó en octubre de 2018, lo que lleva a la justicia a abrir una investigación por abuso de confianza.Según el abogado del parlamentario, se trató simplemente de un «impulso financiero», y no un préstamo. El 30 de junio de 2021, el juez de ejecución autorizó al empleado a realizar un embargo cautelar de 6.666,60 euros en la cuenta del Banco Postal de la diputada. La agregada parlamentario, sin embargo, fue destituida en proceso sumario en junio de 2022, y el tribunal dictaminó que este caso no entra en el ámbito del proceso sumario y debe ser juzgado en cuanto al fondo.
Según Mediapart, varios de sus exagregados parlamentarios criticaron la «ligereza» de Josso, afirmando que la diputada se encuentra poco implicada en la cámara. Uno de ellos también estaría rompiendo con ella por «razones financieras». También según el periódico, Josso podría haber intentado reembolsar a su colega con fondos públicos pagándole dos primas de 3500 euros.

### Cuenta de campaña para las elecciones municipales de 2020
En febrero de 2021, Josso fue condenada por el tribunal administrativo de Nantes a un año de inhabilitación por haber retrasado la presentación de sus cuentas de campaña para las elecciones municipales de 2020.

### Denuncia contra Joël Guerriau
En noviembre de 2023, presentó una denuncia contra el senador Joël Guerriau, acusándolo de haberla drogado sin su conocimiento. Luego de una cena en su casa, dijo sentirse mal y abandonó rápidamente el lugar. Luego fue a un hospital para someterse a exámenes y los análisis revelaron la presencia de éxtasis en su cuerpo. Guerriau fue imputado, puesto bajo supervisión judicial y suspendido de su partido Horizontes y de su grupo parlamentario en el Senado.